# ويليام جايلز جونز
ويليام جايلز جونز (بالإنجليزية: William Giles Jones)‏ هو محامي وقاضي وسياسي أمريكي، ولد في 7 نوفمبر 1808 بمقاطعة باوهاتن في الولايات المتحدة، وتوفي في 1 أبريل 1883. حزبياً، نشط في الحزب الديمقراطي. وقد انتخب عضو مجلس نواب ألاباما.